# Club Social y Deportivo Unión Vecinal
El Club Social y Deportivo Unión Vecinal, abreviado como Unión Vecinal, es un equipo de baby fútbol y volleyball 
Compitió en AUF en los finales de la década del 60 e inicios de los 70s.

## Historia
Un grupo de amigos que se juntaba en la sede del Partido Blanco ubicada en 4 de Julio y Murcia (Parque Batlle) decide crear un club social y deportivo, al cual le otorgaron los colores de la Bandera Uruguaya. La fecha de fundación fue el 4 de diciembre de 1950, y le llamaron Unión Vecinal. Luego mudaron las reuniones a la casa de la madre de Juan Arasa (nombre desde 2009 del gimnasio del club).
El principal motor era el equipo de fútbol que competía en la Liga Punta Carretas, luego Radar, y finalmente se inscribieron en AUF donde participaron de la Extra "B" (ascendiendo en 1965) y posteriormente en la Extra "A". En 1972 fueron uno de los clubes que inauguraron la Primera División "D", donde compitieron hasta 1973.
Debido a los altos costos que generaban el participar en campeonatos de adultos, por asamblea de socios se decidió pasar a ser un Club Social y Deportivo de Baby Futbol. En esta etapa como club de baby fútbol han participado de las Ligas Isasa, Uruguaya, Piedras Blancas, Nasazzi, Parque y la Liga Palermo. Mientras que a nivel de mayores se mantuvo un equipo compitiendo en ligas amateurs/comerciales como Liga Punta Carretas y posteriormente en Liga Montevideo (Liga MVD).